# Gustaw Holoubek

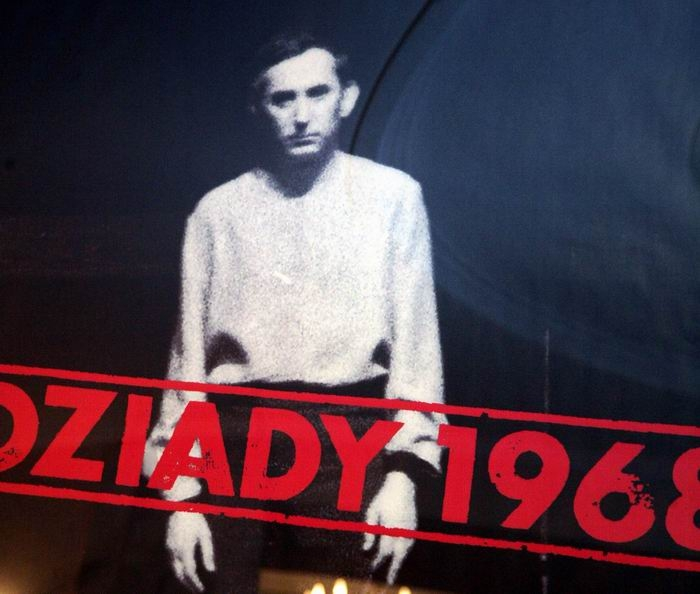
Gustaw Holoubek jako Gustaw w spektaklu Dziady z 1968

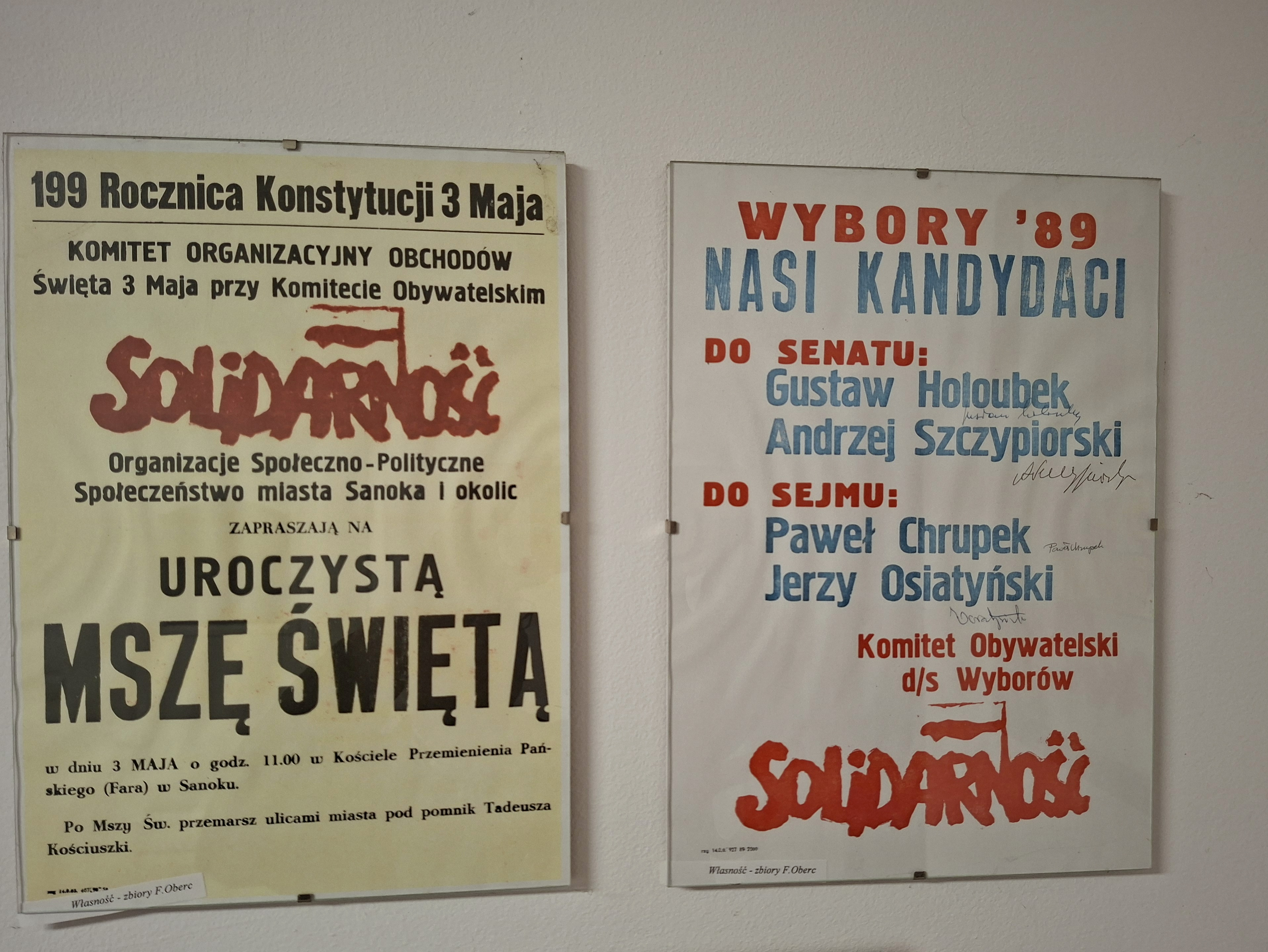
Plakat z wyborów w 1989

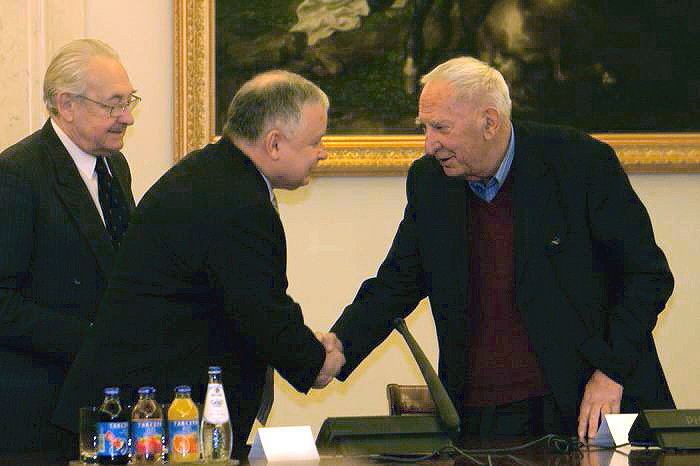
Andrzej Wajda, Lech Kaczyński i Gustaw Holoubek (2006)

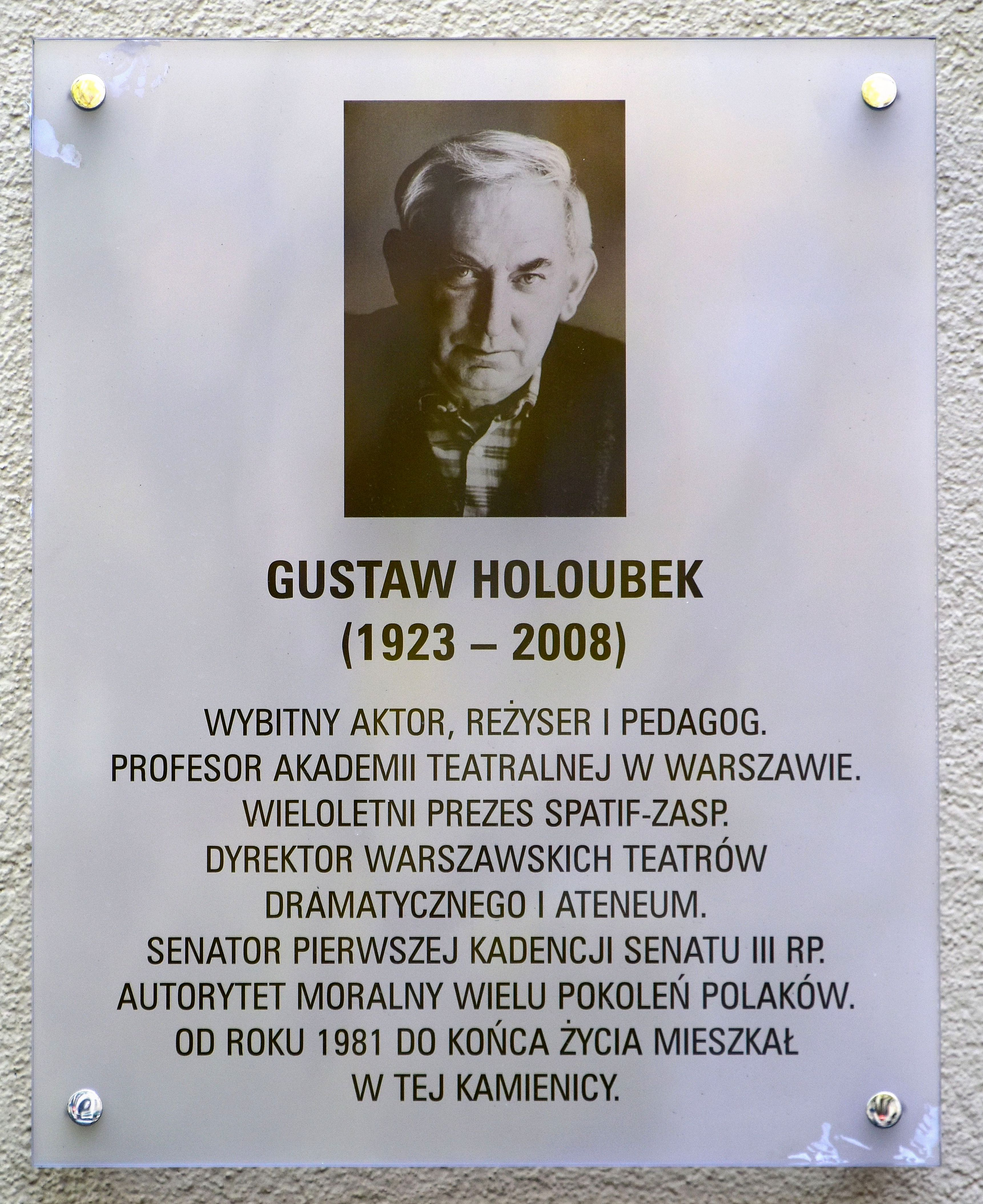
Tablica pamiątkowa na fasadzie kamienicy przy ul. Narbutta 53, w której w latach 1981–2008 mieszkał Gustaw Holoubek

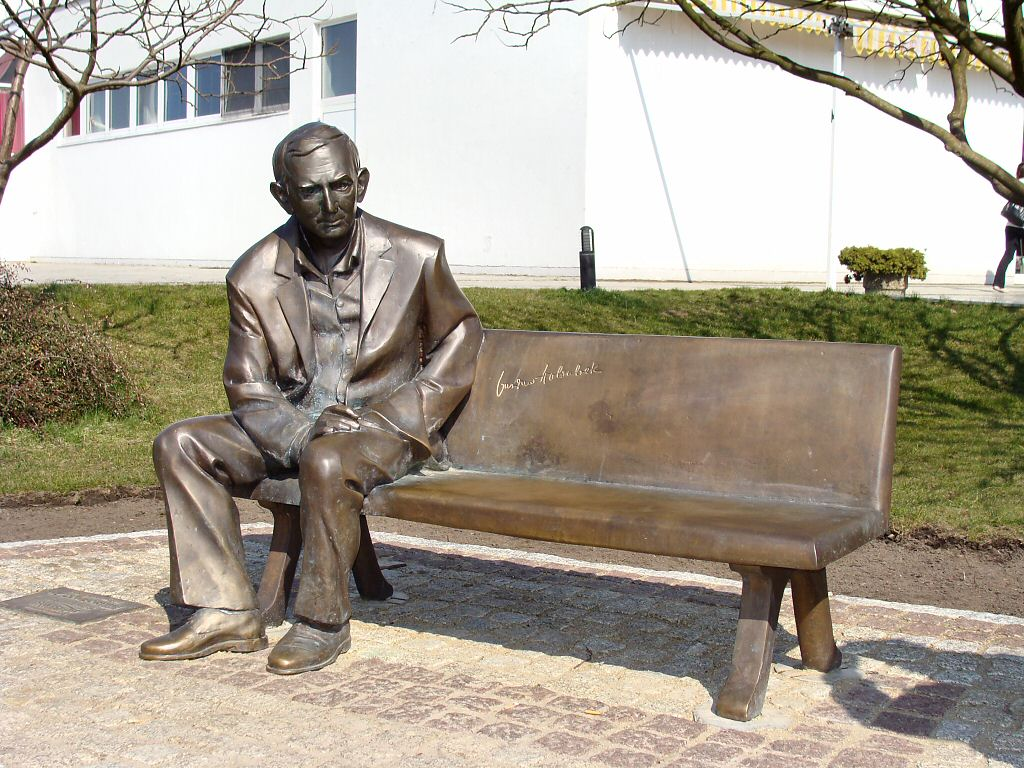
Ławeczka-pomnik Gustawa Holoubka w Międzyzdrojach

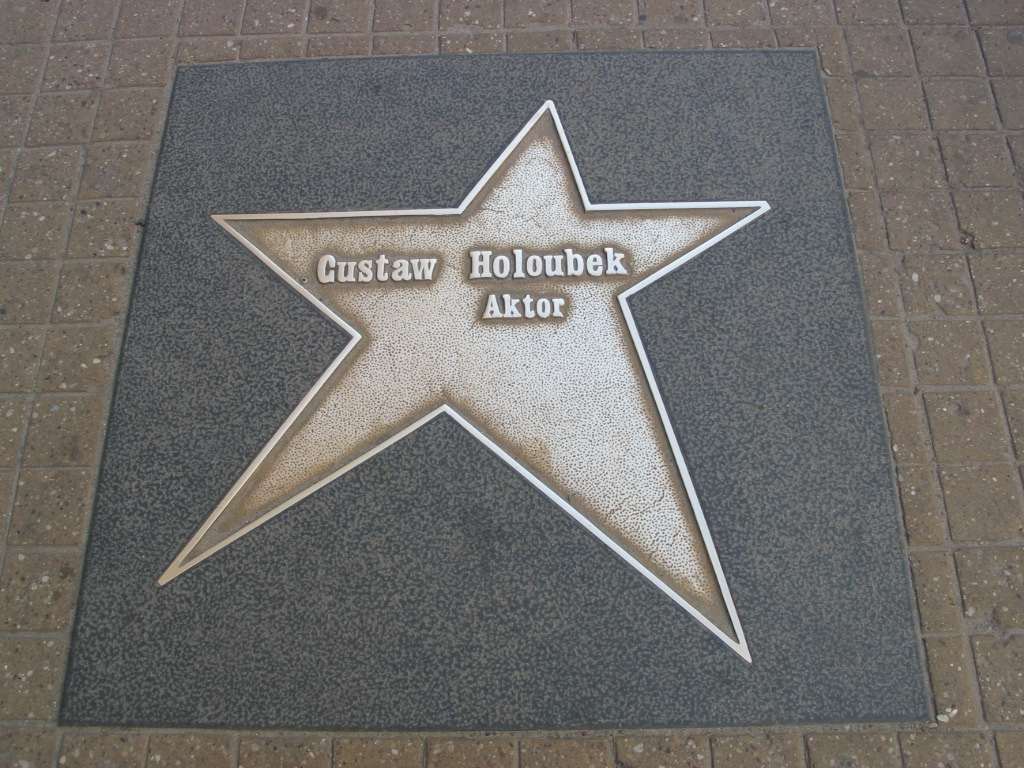
Gwiazda w łódzkiej Alei Gwiazd

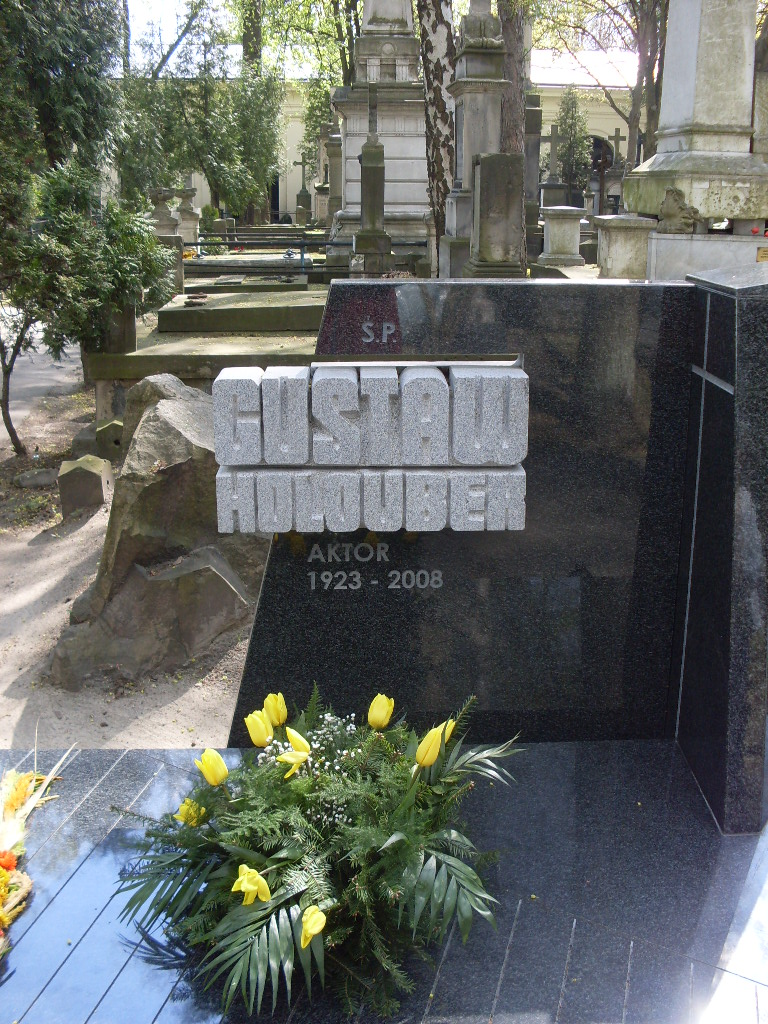
Nagrobek Gustawa Holoubka na cmentarzu Powązkowskim w Warszawie

Gustaw Teofil Holoubek (ur. 21 kwietnia 1923 w Krakowie, zm. 6 marca 2008 w Warszawie) – polski aktor teatralny i filmowy, reżyser i dyrektor teatrów, pedagog, prezes Stowarzyszenia Polskich Artystów Teatru i Filmu, członek Polskiej Akademii Umiejętności, poseł na Sejm PRL VII i VIII kadencji (1976–1982), senator I kadencji (1989–1991). Określany mianem jednego z najwybitniejszych polskich aktorów oraz reżyserów teatralnych i filmowych w historii. Odznaczony Orderem Orła Białego.

## Życiorys

### Młodość i wykształcenie
Był jedynym dzieckiem Czecha Gustawa, który osiedlił się w Polsce po I wojnie światowej, żeniąc się z owdowiałą Eugenią Estreicher z Krakowa. Jego ojciec ukończył Terezjańską Akademię Wojskową, w czasie I wojny światowej służył w II Brygadzie Legionów Polskich.
Gustaw Holoubek miał piątkę przyrodniego rodzeństwa. Grał w piłkę nożną w juniorach Cracovii. W 1935 podjął naukę w I Gimnazjum przy Placu na Groblach, a w 1939 zdał egzamin dojrzałości. Po wybuchu II wojny światowej w 1939 na ochotnika zaciągnął się do wojska i uczestniczył w kampanii wrześniowej. Był żołnierzem 20 Pułku Piechoty Ziemi Krakowskiej, z którym znalazł się we Lwowie. Gdy oddział zaczął się wycofywać, znalazł się w grupie, która przekroczyła granicę stref okupacyjnych pod Przemyślem. Po ujęciu osadzono go w obozie jenieckim w Magdeburgu, następnie przeniesiono do fortu w Toruniu. Tam na przełomie lat 1939/1940 zachorował na gruźlicę, z którą zmagał się później przez długi czas. W kwietniu 1940 uzyskał zwolnienie po interwencji matki, która powołała się na zasługi ojca z czasów I wojny światowej. Do końca okupacji mieszkał w Krakowie, gdzie pracował w lokalnej gazowni.
Uczęszczał do I Państwowego Liceum i Gimnazjum im. Bartłomieja Nowodworskiego w Krakowie. W 1945 rozpoczął naukę w Studiu Aktorskim przy Teatrze im. Juliusza Słowackiego. W trakcie nauki grał epizodyczne role oraz statystował w wystawianych w teatrze przedstawieniach. W 1947 ukończył studia w krakowskim Państwowym Studiu Dramatycznym (przekształconym później w Państwową Wyższą Szkołę Teatralną).

### Działalność artystyczna

#### Kariera teatralna
W teatrze zadebiutował 1 marca 1947 rolą Charysa w Odysie u Feaków Stefana Flukowskiego w Starym Teatrze w Krakowie. 9 lipca 1947 zdał egzamin do ZASP, w ramach zadania egzaminacyjnego przedstawił wraz z Haliną Gryglaszewską scenę z dramatu Sędziowie Stanisława Wyspiańskiego, otrzymując ocenę celującą.
W latach 1949–1956 pracował jako kierownik artystyczny, reżyser i aktor Teatru Śląskiego w Katowicach, gdzie zagrał m.in. doktora Ranka w dramacie Dom lalki (1954) Henrika Ibsena oraz tytułową rolę w wyreżyserowanym przez siebie Fantazym Juliusza Słowackiego (1955). Następnie zagrał sędziego Custa w Trądzie w pałacu sprawiedliwości Ugo Bettiego w reż. Marii Wiercińskiej (Scena Kameralna Teatru Polskiego w Warszawie, 1958), Goetza w Diable i Panu Bogu Jean-Paula Sartre’a w reż. Ludwika René (Teatr Dramatyczny w Warszawie, 1960), Skrzypka w Rzeźni Sławomira Mrożka (1975), tytułową w Królu Learze Williama Szekspira (1977, oba przedstawienia w reż. Jerzego Jarockiego w Teatrze Dramatycznym w Warszawie). W 1989 wystąpił w przedstawieniu Mała apokalipsa na podstawie powieści swego przyjaciela Tadeusza Konwickiego, wyreżyserowanym przez Krzysztofa Zaleskiego (Teatr Ateneum w Warszawie).
Był Gustawem-Konradem w Dziadach Adama Mickiewicza, inscenizowanych w 1967 przez Kazimierza Dejmka w Teatrze Narodowym. Zdjęcie tego przedstawienia z afisza przez władze przyczyniło się do wybuchu demonstracji studenckich i zapoczątkowało w wydarzenia marcowe w 1968. Kreacja Gustawa Holoubka, odtwórcy głównej roli, wpłynęła na wymowę widowiska i oddźwięk społeczny przedstawienia. W 1981 zagrał Superiusza w Pieszo Sławomira Mrożka, w reżyserii Jerzego Jarockiego. Zaprotestowała wówczas m.in. grupa wojskowych, publikując list w „Żołnierzu Wolności”.
Był wykładowcą Akademii Teatralnej w Warszawie. Przez wiele lat pełnił funkcję dyrektora Teatru Dramatycznego w Warszawie. Został odwołany w styczniu 1983 z powodu konfliktu z ówczesnymi władzami.

#### Kariera filmowa i telewizyjna
W filmie zadebiutował rolą Feliksa Dzierżyńskiego w filmie biograficznym Żołnierz zwycięstwa (1953) w reż. Wandy Jakubowskiej. Pod koniec lat 50. stworzył głośne kreacje w Pętli (1957) i Pożegnaniach (1958) Wojciecha Hassa, surrealistycznym Jak daleko stąd, jak blisko (1971) oraz Lawie (1989) Tadeusza Konwickiego, z którym aktor przez wiele lat się przyjaźnił, a także w filmie Prawo i pięść (1964) Jerzego Hoffmana. Do jego znaczących ról należały występy w Rękopisie znalezionym w Saragossie (1965) i Sanatorium pod Klepsydrą (1973) Wojciecha Hasa. Zagrał łącznie ponad 50 ról filmowych.
Był reżyserem noweli filmowej Czas przybliża, czas oddala, będącej pierwszą częścią cyklu Spóźnieni przechodnie (1962), a także reżyserem i scenarzystą filmu Mazepa (1975), zrealizowanego na podstawie dramatu Juliusza Słowackiego.
Zagrał w prawie stu przedstawieniach Teatru Telewizji, współpracując z wieloma polskimi reżyserami, m.in. Adamem Hanuszkiewiczem, Zygmuntem Hübnerem, Andrzejem Łapickim, Olgą Lipińską, Jerzym Gruzą, Janem Englertem, Andrzejem Wajdą i Krzysztofem Kieślowskim. Jako reżyser przeniósł na ekran Teatru Telewizji m.in. Fantazego (1971) i Kordiana (1980) Juliusza Słowackiego, Hamleta Williama Szekspira (1974), Na dnie Maksima Gorkiego (1994), Dwa teatry Jerzego Szaniawskiego (1999) i Króla Edypa Sofoklesa (2005).

### Działalność publiczna
Od 1971 był członkiem Obywatelskiego Komitetu Odbudowy Zamku Królewskiego w Warszawie. W 1976 i 1980 uzyskiwał mandat posła na Sejm PRL z ramienia Frontu Jedności Narodu. W 1982, po wprowadzeniu w Polsce stanu wojennego, zrezygnował z zasiadania w parlamencie.
W latach 1989–1991 był senatorem I kadencji wybranym z ramienia Komitetu Obywatelskiego (w trakcie kadencji przeszedł do Unii Demokratycznej). Od 1992 do 1993 zasiadał w radzie ds. kultury przy prezydencie Lechu Wałęsie.
Od 1994 był członkiem Polskiej Akademii Umiejętności. Współpracował z miesięcznikiem psychologicznym „Charaktery”.
Był autorem dwóch książek – Teatr jest światem (1986, wraz z Andrzejem Hausbrandtem) oraz Wspomnienia z niepamięci (1999).

## Życie prywatne
Był mężem aktorek: Danuty Kwiatkowskiej, następnie Marii Wachowiak (którą poznał na planie filmu Pożegnania, gdzie Maria Wachowiak wcieliła się w postać Lidki), a od 1973 Magdaleny Zawadzkiej. Miał troje dzieci: Ewę (aktorkę lalkarkę związaną z Teatrem Lalek Guliwer) – z pierwszego małżeństwa, Magdalenę – z drugiego i Jana (operatora filmowego) – z trzeciego.
Kibicował klubowi piłkarskiemu Cracovia.
Gustaw Holoubek zmarł 6 marca 2008. Pośmiertnie prezydent Lech Kaczyński, w uznaniu znamienitych zasług dla kultury polskiej, za wybitne osiągnięcia w pracy artystycznej i dydaktycznej, odznaczył go Orderem Orła Białego. Został pochowany 12 marca na cmentarzu Powązkowskim w Warszawie (kwatera 14-1-1).

## Twórczość

### Teatr
- 1947: Odys u Feaków Stefana Flukowskiego – Charys (reż. Józef Karbowski, Stary Teatr w Krakowie działający w ramach Państwowych Teatrów Dramatycznych)
- 1947: Mąż i żona Aleksandra Fredry – Reżyser (reż. Władysław Krzemiński, Stary Teatr w Krakowie – PTD)
- 1947: Słomkowy kapelusz Eugène’a Labiche – Tardiveau (reż. Roman Zawistowski, Stary Teatr w Krakowie – PTD)
- 1948: Owcze źródło Lope de Vegi – Barrildo (reż. Bronisław Dąbrowski, Teatr im. Juliusza Słowackiego w Krakowie działający w ramach Państwowych Teatrów Dramatycznych)
- 1948: Obrona Ksantypy Ludwika Hieronima Morstina – Epistates (reż. Karol Borowski, Teatr im. Juliusza Słowackiego w Krakowie – PTD)
- 1948: Noe i jego menażeria Tadeusza Łomnickiego – Sem (reż. Roman Zawistowski, Stary Teatr w Krakowie – PTD)
- 1948: Amfitrion 38 Jeana Giraudoux – Trębacz (reż. Bohdan Korzeniewski, Stary Teatr w Krakowie – PTD)
- 1948: Romans z wodewilu Władysława Krzemińskiego – Franek (reż. Władysław Krzemiński, Stary Teatr w Krakowie – PTD)
- 1949: Mieszczanie Maksima Gorkiego – Pierczychin (reż. Edward Żytecki, Teatr Śląski im. Stanisława Wyspiańskiego w Katowicach)
- 1949: Wieczór Puszkinowski (reż. Artur Kwiatkowski, Teatr Śląski w Katowicach)
- 1950: Balladyna Juliusza Słowackiego – Filon (reż. Władysław Woźnik, Teatr Śląski w Katowicach)
- 1951: Mizantrop Moliera – Oront (reż. Roman Zawistowski, Teatr Śląski w Katowicach)
- 1951: Odezwa na murze Anny Świrszczyńskiej – Adolf (reż. Ryszard Wasilewski, Teatr Śląski w Katowicach)
- 1951: Dożywocie Aleksandra Fredry – Łatka (reż. Roman Zawistowski, Teatr Śląski w Katowicach)
- 1951: Młodość ojców Borysa Gorbatowa – Oczkar (reż. Roman Zawistowski, Teatr Śląski w Katowicach)
- 1952: Trzydzieści srebrników Howarda Fasta – reżyseria, rola Fullera (Teatr Śląski w Katowicach)
- 1952: Wzgórze 35 Jerzego Lutowskiego – Generał de Marinis (reż. Roman Zawistowski, Teatr Śląski w Katowicach)
- 1952: Zagłada eskadry Aleksandra Korniejczuka – Admirał (reż. Roman Zawistowski i Edward Żytecki, Teatr Śląski w Katowicach)
- 1952: Starosta Jan Grudczyński Ludwika Adama Dmuszewskiego – Baron Lorenz de la Croix (reż. Roman Zawistowski, Teatr Śląski w Katowicach)
- 1953: Mazepa Juliusza Słowackiego – Król Jan Kazimierz (reż. Roman Zawistowski, Teatr Śląski w Katowicach)
- 1953: Bancroftowie Jerzego Broszkiewicza i Gustawa Gottesmana – John Bancroft (reż. Roman Zawistowski, Teatr Śląski w Katowicach)
- 1953: Jak hartowała się stal Nikołaja Ostrowskiego – reżyseria, wraz z Bolesławem Smelą (Teatr Śląski w Katowicach)
- 1954: Droga do Czarnolasu Aleksandra Maliszewskiego – reżyseria (Teatr Śląski w Katowicach)
- 1954: Dom lalki Henrika Ibsena – reżyseria, rola Doktora Ranka (Teatr Śląski w Katowicach)
- 1955: Cienie i ludzie Andrzeja Wydrzyńskiego – reżyseria i inscenizacja, rola Oskara von Schwerina (Teatr Śląski w Katowicach)
- 1955: Fantazy Juliusza Słowackiego – reżyseria, rola Fantazego (Teatr Śląski w Katowicach)
- 1956: Dramat księżycowy Romana Brandstaettera – reżyseria, rola Antonia (Teatr Śląski w Katowicach)
- 1956: Tragedia florencka Oscara Wilde’a – reżyseria, rola Szymona (Teatr Śląski w Katowicach)
- 1958: Trąd w pałacu sprawiedliwości Ugo Bettiego – sędzia Cust (reż. Maria Wiercińska, Teatr Polski w Warszawie)
- 1960: Diabeł i Pan Bóg Jean-Paula Sartre’a – Goetz (reż. Ludwik René, Teatr Dramatyczny w Warszawie)[16]
- 1961: Anioł zstąpił do Babilonu Friedricha Dürrenmatta – Uroczysty (reż. Konrad Swinarski, Teatr Dramatyczny w Warszawie)
- 1961: Król Edyp Sofoklesa – Edyp (reż. Ludwik René, Teatr Dramatyczny w Warszawie)
- 1962: Wieczór poezji Władysława Broniewskiego (reż. Ryszarda Hanin, Sala Kongresowa Pałacu Kultury i Nauki w Warszawie)
- 1962: Płatonow Antoniego Czechowa – Michał Płatonow (reż. Adam Hanuszkiewicz, Teatr Dramatyczny w Warszawie)
- 1962: Hamlet Williama Szekspira – reżyseria, rola Hamleta (Teatr Dramatyczny w Warszawie)
- 1964: Król Ryszard Drugi Williama Szekspira – Ryszard II (reż. Henryk Szletyński, Teatr Narodowy w Warszawie)
- 1964: Alleluja Dziordzie Lebovicia – Sipka (reż. Kazimierz Dejmek, Teatr Narodowy w Warszawie)
- 1964: Uciekła mi przepióreczka Stefana Żeromskiego – Przełęcki (reż. Jerzy Goliński, Teatr Narodowy w Warszawie)
- 1965: Kordian Juliusza Słowackiego – Szatan (reż. Kazimierz Dejmek, Teatr Narodowy w Warszawie)
- 1966: Namiestnik Rolfa Hochhutha – Ojciec Riccardo Fontana (reż. Kazimierz Dejmek, Teatr Narodowy w Warszawie)
- 1967: Mizantrop Moliera – Alcest (reż. Henryk Szletyński, Teatr Narodowy w Warszawie)
- 1967: Kordian Juliusza Słowackiego – Szatan (druga wersja przedstawienia z 1965, reż. Kazimierz Dejmek, Teatr Narodowy w Warszawie)
- 1967: Dziady Adama Mickiewicza – Gustaw-Konrad (reż. Kazimierz Dejmek, Teatr Narodowy w Warszawie)
- 1968: Wujaszek Wania Antoniego Czechowa – Iwan Pietrowicz Wojnicki (reż. Kazimierz Dejmek, Teatr Ateneum w Warszawie)
- 1968: Granica Zofii Nałkowskiej – Zenon Ziembiewicz (reż. Zbigniew Kopalko, Teatr Polskiego Radia)[17]
- 1969: Życie jest snem Pedra Calderóna – Segismundo (reż. Ludwik René, Teatr Dramatyczny w Warszawie)
- 1969: Hadrian VII Petera Luke – Frederick William Rolfe (reż. Jan Bratkowski, Teatr Dramatyczny w Warszawie)
- 1970: Zemsta Aleksandra Fredry – reżyseria, rola Rejenta Milczka (Teatr Dramatyczny w Warszawie)
- 1971: Juliusz Cezar Williama Szekspira – Marek Antoniusz (reż. Ludwik René, Teatr Dramatyczny w Warszawie)
- 1972: Manon Lescaut, opera Giacoma Pucciniego – reżyseria (Opera Śląska w Bytomiu)
- 1972: Człowiek znikąd Ignatija Dworieckiego – rola Czeszkowa, opracowanie dramaturgiczne tekstu (reż. Ludwik René, Teatr Dramatyczny w Warszawie)
- 1973: Żeby wszystko było jak należy Luigiego Pirandello – Martino Lori (reż. Ludwik René, Teatr Dramatyczny w Warszawie)
- 1973: Nora Henrika Ibsena – reżyseria (realizacja warszawskiej PWST w Teatrze Dramatycznym w Warszawie)
- 1973: Elektra Jeana Giraudoux – Żebrak (reż. Kazimierz Dejmek, Teatr Dramatyczny w Warszawie)
- 1974: Sułkowski Stefana Żeromskiego – D'Antraigues (reż. Kazimierz Dejmek, Teatr Dramatyczny w Warszawie)
- 1975: Rzeźnia Sławomira Mrożka – Skrzypek (reż. Jerzy Jarocki, Teatr Dramatyczny w Warszawie)
- 1975: Zemsta Aleksandra Fredry – reżyseria, rola Rejenta Milczka (przedstawienie impresaryjne)
- 1976: Człowiek znikąd Ignatija Dworieckiego – opracowanie tekstu (reż. Edward Lubaszenko, Stary Teatr im. Heleny Modrzejewskiej w Krakowie)
- 1976: Karykatury Jana Augusta Kisielewskiego – reżyseria (Teatr Dramatyczny w Warszawie)
- 1976: Przyjdzie na pewno Eugene’a O’Neilla – Teodor Hickman (reż. Jerzy Antczak, Teatr Dramatyczny w Warszawie)
- 1977: Król Lear Williama Szekspira – Lear (reż. Jerzy Jarocki, Teatr Dramatyczny w Warszawie)
- 1977: Braterskie ręce, program złożony z różnych utworów (reż. Tadeusz Aleksandrowicz, Estrada Stołeczna w Warszawie)
- 1977: Wariacje Jerzego Grzegorzewskiego (reż. Jerzy Grzegorzewski, Teatr Dramatyczny w Warszawie)
- 1979: Ćwiczenia z Romantyzmu, program złożony z różnych utworów – wybór tekstów, reżyseria (Teatr Dramatyczny w Warszawie)
- 1979: Hamlet Williama Szekspira – reżyseria, rola Aktora (Teatr Dramatyczny w Warszawie)
- 1980: Operetka Witolda Gombrowicza – Mistrz Fior (reż. Maciej Prus, Teatr Dramatyczny w Warszawie)
- 1980: Odrodzenie, symfonia Mieczysława Karłowicza – recytacja (reż. Kazimierz Wrzosek, Teatr Wielki w Łodzi)
- 1981: Skiz Gabrieli Zapolskiej – Tolo (reż. Witold Zatorski, Teatr Dramatyczny w Warszawie)
- 1981: Pieszo Sławomira Mrożka – Superiusz (reż. Jerzy Jarocki, Teatr Dramatyczny w Warszawie)
- 1981: Biedaczek vel Tartufe Moliera – Biedaczek vel Maurice Tartufe, czyli Figura (reż. Marek Walczewski, Teatr Dramatyczny w Warszawie)
- 1982: Mord w katedrze Thomasa Stearnsa Eliota – Tomasz Becket (reż. Jerzy Jarocki, Teatr Dramatyczny w Warszawie)
- 1982: Dwie głowy ptaka Władysława Terleckiego – Pułkownik Griszyn (reż. Andrzej Łapicki, Teatr Dramatyczny w Warszawie)
- 1983: Zemsta Aleksandra Fredry – reżyseria (Theatre de Carouge, Genewa, Szwajcaria)
- 1984: Ja, Michał z Montaigne Józefa Hena – Michał Montaigne (reż. Jan Bratkowski, Teatr Polski w Warszawie)
- 1984: Wesele Stanisława Wyspiańskiego – Stańczyk (reż. Kazimierz Dejmek, Teatr Polski w Warszawie)
- 1985: Romulus Wielki Friedricha Dürrenmatta – Romulus Augustus (reż. Kazimierz Dejmek, Teatr Polski w Warszawie)
- 1986: Mąż i żona Aleksandra Fredry – reżyseria (Scena na Piętrze w Poznaniu)
- 1986: Staś Jerzego Jarockiego – reżyseria, rola Ojca (Teatr Polski w Warszawie)
- 1987: Wzorzec dowodów metafizycznych Tadeusza Bradeckiego – Gottfried Wilhelm Leibniz (Teatr Polski w Warszawie)
- 1989: Mała apokalipsa Tadeusza Konwickiego (reż. Krzysztof Zaleski, Teatr Ateneum im. Stefana Jaracza w Warszawie)
- 1990: Zemsta Aleksandra Fredry – reżyseria, rola Rejenta Milczka (Teatr Ateneum w Warszawie)
- 1991: Burza Williama Szekspira – Prospero (reż. Krzysztof Zaleski, Teatr Ateneum w Warszawie)
- 1992: Mazepa Juliusza Słowackiego – reżyseria, rola Króla Jana Kazimierza (Teatr Ateneum w Warszawie)
- 1993: Tak jest, jak się państwu zdaje Luigiego Pirandello – Lamberto Laudisi (reż. Waldemar Śmigasiewicz, Teatr Ateneum w Warszawie)
- 1993: Przedstawienie jubileuszowe z okazji 100-lecia Teatru im. Juliusza Słowackiego, program złożony z różnych utworów – reżyseria i role (Teatr im. Juliusza Słowackiego w Krakowie)
- 1994: J.B. Maksima Gorkiego – Jegor Bułyczow (reż. Tadeusz Konwicki, Teatr Ateneum w Warszawie)
- 1994: Fantazy Juliusza Słowackiego – reżyseria, rola hrabiego Respekta (Teatr Ateneum w Warszawie)
- 1995: Za i przeciw Ronalda Harwooda – Wilhelm Furtwängler (reż. Janusz Warmiński, Teatr Ateneum w Warszawie)
- 1996: Kupiec wenecki Williama Szekspira – Żyd Shylock (reż. Waldemar Śmigasiewicz, Teatr Ateneum w Warszawie)
- 1996: Bal w Operze Juliana Tuwima – Głos proroka (reż. Jerzy Batycki, Teatr Polski w Bielsku-Białej)
- 1997: Zmierzch długiego dnia Eugene’a O’Neilla – James Tyrone (reż. Waldemar Śmigasiewicz, Teatr Ateneum w Warszawie)
- 1997: Ofiara Abrahama Józefa Elsnera – Abraham (reż. Maciej Prus, Warszawska Opera Kameralna)
- 1997: Garderobiany Ronalda Harwooda – sir (reż. Krzysztof Zaleski, Teatr Ateneum w Warszawie)
- 1998: Dom wariatów Marka Koterskiego – Ojciec (reż. Marek Koterski, Teatr Ateneum w Warszawie)
- 1998: Opowieści Lasku Wiedeńskiego Ödöna von Horvátha – Głos Spowiednika (reż. Agnieszka Glińska, Teatr Ateneum w Warszawie)
- 1998: Tak daleko, tak blisko Tadeusza Konwickiego – role (reż. Krzysztof Zaleski, Teatr Ateneum w Warszawie)
- 2001: Siedem bram Jerozolimy, wykonanie utworu muzycznego Krzysztofa Pendereckiego – narrator (Teatr Wielki – Opera Narodowa w Warszawie)
- 2003: Hermes przyszedł czyli… Macieja Wojtyszki – Głos Zeusa (reż. Bogdan Kokotek, Scena Polska Teatru Cieszyńskiego w Czeskim Cieszynie)
- 2004: Król Edyp Sofoklesa – reżyseria, recytacje (Teatr Ateneum w Warszawie)
- 2006: Cyrulik sewilski Pierre’a Beaumarchais’go – reżyseria (Teatr Ateneum w Warszawie)

### Teatr Telewizji
- 1958: Słowo Norwidowe na podstawie twórczości Cypriana Kamila Norwida (reż. Adam Hanuszkiewicz)
- 1959: Jesienny wieczór Friedricha Dürrenmatta (reż. Ludwik René)
- 1959: Podróż Stanisława Dygata (reż. Stanisław Wohl)
- 1960: Warszawa wyzwolona, widowisko poetyckie (reż. Olga Lipińska)
- 1960: Zemsta Aleksandra Fredry – Rejent Milczek (reż. Jerzy Kreczmar)
- 1960: Mario i czarodziej Thomasa Manna (reż. Stanisław Wohl)
- 1960: Pola Elizejskie, na podstawie prozy Stanisława Dygata (reż. Andrzej Łapicki)
- 1961: Niemcy Leona Kruczkowskiego (reż. Adam Hanuszkiewicz)
- 1961: Sonety krymskie Adama Mickiewicza (reż. Andrzej Łapicki)
- 1961: Lata nauki Wilhelma Meistra Johanna Wolfganga Goethego (reż. Stanisław Wohl)
- 1961: Trio, według Wygnańców Jamesa Joyce’a (reż. Jerzy Gruza)
- 1962: Szkoła żon Moliera – Arnolf (reż. Bogdan Trukan)
- 1962: Sześć postaci w poszukiwaniu autora Luigiego Pirandello (reż. Bogdan Trukan)
- 1962: Idy marcowe Thorntona Wildera – Cezar (reż. Jerzy Gruza)
- 1962: Wywiad z Ballmeyerem, według opowiadania Kazimierza Brandysa – Daves (reż. Andrzej Wajda)
- 1962: Polały się łzy, spektakl na podstawie poezji Adama Mickiewicza (reż. Andrzej Łapicki)
- 1963: Tragedia florencka Oscara Wilde’a – reżyseria, rola
- 1963: Kubuś Fatalista i jego pan Denisa Diderota (reż. Jerzy Gruza)
- 1963: Lato w Nohant Jarosława Iwaszkiewicza (reż. Józef Słotwiński)
- 1963: Prometeusz w okowach Ajschylosa (reż. Barbara Bormann)
- 1964: Tonio Kröger Thomasa Manna (reż. Ludwik René)
- 1964: Czerwiec 1964, program złożony z różnych utworów (reż. Adam Hanuszkiewicz)
- 1964: Don Juan, czyli Kamienny Gość Moliera – Don Juan (reż. Bohdan Korzeniewski)
- 1965: Skąpiec Moliera (reż. Jerzy Gruza)
- 1965: Fantazy Juliusza Słowackiego (reż. Jerzy Antczak)
- 1966: Powrót do Lizbony Güntera Eicha – recytacja spoza kadru (reż. Bogdan Trukan)
- 1966: Jesienny wieczór Friedricha Dürrenmatta (reż. Ludwik René)
- 1966: Listy do Delfiny, spektakl na podstawie listów Zygmunta Krasińskiego – Zygmunt Krasiński (reż. Adam Hanuszkiewicz)
- 1966: Antygona Sofoklesa (reż. Olga Lipińska)
- 1967: Krzyk w próżni świata Jerzego Zawieyskiego – major Hugo von Schwengruben (reż. Tadeusz Jaworski)
- 1967: Wdowa po pułkowniku Juhana Smuula (reż. Stanisław Wohl)
- 1967: Tajemnicze zniknięcie aktora Karela Čapka – Korbel (reż. Józef Słotwiński)
- 1967: Ostatnia stacja Ericha Marii Remarque’a – Ross (reż. Zygmunt Hübner)
- 1967: Król Edyp Sofoklesa – Edyp (reż. Jerzy Gruza)
- 1968: Brat marnotrawny Oscara Wilde’a – Jack Worthing (reż. Jerzy Gruza)
- 1968: Asmodeusz François Mauriaca – Błażej Contuere (reż. Jan Bratkowski)
- 1969: O Wyspiańskim, spektakl na podstawie scenariusza Adama Hanuszkiewicza (reż. Adam Hanuszkiewicz)
- 1969: Mazepa Juliusza Słowackiego – reżyseria, rola Króla Jana Kazimierza
- 1969: Boy'a igraszki kabaretowe, na podstawie tekstów Tadeusza Boya-Żeleńskiego (reż. Andrzej Łapicki)
- 1969: Niewidzialna kochanka Pedra Calderóna – reżyseria
- 1969: Konsul Bernick Henrika Ibsena – konsul Bernick (reż. Jan Bratkowski)
- 1969: Pan inspektor przyszedł Johna Boyntona Priestleya – Inspektor (reż. Andrzej Konic)
- 1969: Niemcy Leona Kruczkowskiego – Joachim Peters (reż. Kazimierz Dejmek)
- 1969: Całe życie Sabiny Heleny Boguszewskiej – narrator (reż. Jerzy Antczak)
- 1970: Trąd w pałacu sprawiedliwości Ugo Bettiego – reżyseria, rola Sędziego Custa
- 1971: Tristan 1946, według powieści Marii Kuncewiczowej – Profesor Bradley (reż. Janusz Majewski)
- 1971: Przyjdzie taki pod sam dom… Erskine’a Caldwella – reżyseria, postać Deya
- 1971: Fantazy Juliusza Słowackiego – reżyseria, rola Fantazego
- 1972: Dwa teatry Jerzego Szaniawskiego – Dyrektor I i II (reż. Kazimierz Braun)
- 1972: Cezar i Kleopatra George’a Bernarda Shawa – Cezar (reż. Jerzy Gruza)
- 1972: Wróg ludu Henrika Ibsena – Tomasz Stockman (reż. Jan Świderski)
- 1972: Poezja Antoniego Słonimskiego, widowisko na podstawie twórczości Antoniego Słonimskiego – reżyseria
- 1973: Beatrix Cenci Juliusza Słowackiego – reżyseria
- 1974: Hamlet Williama Szekspira – reżyseria
- 1974: Niemcy Leona Kruczkowskiego – Profesor Sonnenbruch (reż. Jan Świderski)
- 1974: Młyn nad Lutynią Jarosława Iwaszkiewicza – narrator (reż. Andrzej Zakrzewski)
- 1976: Żeby wszystko było jak należy Luigiego Pirandello – Martino Lori (reż. Ludwik René)
- 1976: Mieszczanie Maksima Gorkiego – reżyseria
- 1977: Wdowa po pułkowniku Juhana Smuula – Autor (reż. Stanisław Wohl)
- 1977: Powrót posła Juliana Ursyna Niemcewicza – Komentator (reż. Jerzy Rakowiecki)
- 1978: Warszawianka Stanisława Wyspiańskiego – Chłopicki (reż. Andrzej Łapicki)
- 1979: Separacja Toma Stopparda – Brown (reż. Bogdan Augustyniak)
- 1979: Tajemnicze zniknięcie aktora, na podstawie utworu Karela Čapka, scenariusz Zdzisława Skowrońskiego – Korbel (reż. Józef Słotwiński)
- 1979: Kartoteka Tadeusza Różewicza – Bohater (reż. Krzysztof Kieślowski)
- 1980: Poezje Antoniego Słonimskiego – reżyseria, role
- 1980: Kordian Juliusza Słowackiego – opracowanie tekstu, reżyseria, rola Doktora
- 1981: Spotkanie wśród gwiazd Jana Parandowskiego – Cicero (reż. Stanisław Różewicz)
- 1981: Wesele Stanisława Wyspiańskiego – Stańczyk (reż. Jan Kulczyński)
- 1981: Zdążyć przed Panem Bogiem Hanny Krall – Dziennikarz (reż. Andrzej Brzozowski)
- 1981: Burza Augusta Strindberga – Pan (reż. Andrzej Łapicki)
- 1981: Szalona Greta Stanisława Grochowiaka – Prokurator (reż. Ryszard Ber)
- 1984: Otello Williama Szekspira – Doża (reż. Andrzej Chrzanowski)
- 1987: Wieczór Schillerowski (reż. Kazimierz Dejmek)
- 1988: To, co najpiękniejsze Mariana Hemara – Jan (reż. Andrzej Łapicki)
- 1988: Teatr czasów Nerona i Seneki Edwarda Radzinskiego – Seneka (reż. Konstanty Ciciszwili)
- 1990: Chłodna jesień Eustachego Rylskiego – Aleks (reż. Janusz Zaorski)
- 1991: Pani King, na podstawie prozy Kazimierza Brandysa (reż. Jerzy Markuszewski)
- 1992: Upadek, na podstawie powieści Alberta Camusa – Jean-Baptist Clemence (reż. Jerzy Markuszewski)
- 1993: Staś Jerzego Jarockiego – reżyseria, rola Ojca
- 1993: Mazepa Juliusza Słowackiego – reżyseria, rola Króla Jana Kazimierza
- 1993: Przedstawienie jubileuszowe z okazji 100-lecia Teatru im. Juliusza Słowackiego, program złożony z różnych utworów – reżyseria i role
- 1993: Książę Homburg Heinricha von Kleista – Elektor (reż. Krzysztof Lang)
- 1994: Ja, Michał z Montaigne Józefa Hena – Michał Montaigne (reż. Grzegorz Warchoł)
- 1994: Siedem pięter Dina Buzzatiego – Lekarz (reż. Andrzej Barański)
- 1994: Rosmersholm Henrika Ibsena – Ulrych Brendel (reż. Jan Maciejowski)
- 1994: Na dnie Maksima Gorkiego – reżyseria, rola Łuki
- 1994: Jesiennym wieczorem Gabrieli Zapolskiej – Nowowiejski (reż. Marcin Jarnuszkiewicz)
- 1994: Kordian Juliusza Słowackiego – Grzegorz (reż. Jan Englert)
- 1995: Trio o zmierzchu Noëla Cowarda – Hugo Latymer (reż. Janusz Majewski)
- 1995: Kompleks polski Tadeusza Konwickiego – K. (reż. Jerzy Markuszewski)
- 1995: Czwarty poziom Waldemara Łysiaka – Rubio (reż. Tadeusz Kijański)
- 1995: Trucizna teatru Rodolfa Sirery – reżyseria
- 1996: Jaskinia filozofów Zbigniewa Herberta – Sokrates (reż. Stefan Chazbijewicz)
- 1996: Improwizacja paryska Jeana Giradoux – Jouvet (reż. Maciej Englert)
- 1996: Czytadło Tadeusza Konwickiego – Mickiewicz (reż. Jerzy Markuszewski)
- 1997: Panna Maliczewska Gabrieli Zapolskiej – reżyseria
- 1997: Ciotka Karola Brandona Thomasa – reżyseria, rola Brasseta
- 1997: Przybysz z Narbony, na podstawie powieści Juliana Stryjkowskiego – Inkwizytor (reż. Laco Adamik)
- 1997: Odpowiem na wszystkie pytania, trzecia jednoaktówka z 3-częściowego spektaklu Tryptyk Kazimierza Orłosia – Ojciec (reż. Urszula Urbaniak)
- 1997: Tajemnice przeszłości Jacka Butrymowicza – Bóg Łado (reż. Jacek Butrymowicz)
- 1997: Dziady Adama Mickiewicza – Głos na koniec (reż. Jan Englert)
- 1998: Wilki w nocy Tadeusza Rittnera – reżyseria
- 1998: Cztery pory roku Israela Horovitza – Brackish (reż. Janusz Morgenstern)
- 1998: Portret wenecki, według opowiadania Gustawa Herlinga-Grudzińskiego – Gustaw stary (reż. Agnieszka Lipiec-Wróblewska)
- 1999: Rozmowy przy wycinaniu lasu Stanisława Tyma – Ekspert (reż. Stanisław Tym)
- 1999: Dwa teatry Jerzego Szaniawskiego – reżyseria, rola Dyrektora teatru
- 2000: Historie zakulisowe, na podstawie dziesięciu opowiadań Antoniego Czechowa – Tigrow (reż. Zbigniew Zapasiewicz)
- 2000: Grzechy starości Macieja Wojtyszki – Gioacchino Rossini (reż. Maciej Wojtyszko)
- 2000: Podróż Geralda Auberta – Ojciec (reż. Piotr Mikucki)
- 2001: Herbatka u Stalina Ronalda Harwooda – Shaw (reż. Janusz Morgenstern)
- 2001: Skiz Gabrieli Zapolskiej – reżyseria
- 2001: Trąd w pałacu sprawiedliwości Ugo Bettiego – Vanan (reż. Janusz Morgenstern)
- 2002: Gra miłości i przypadku Pierre’a de Marivaux – reżyseria
- 2002: Dożywocie Aleksandra Fredry – Twardosz (reż. Wojciech Pszoniak)
- 2002: Lord Jim, według powieści Josepha Conrada – Stein (reż. Laco Adamik)
- 2003: Wesołych świąt Alana Ayckbourna – reżyseria
- 2003: Smutne miasteczko, na podstawie tekstów Wojciecha Młynarskiego (reż. Andrzej Strzelecki)
- 2004: Sala 108 Geralda Auberta – reżyseria, rola Rene Bertillona
- 2005: Król Edyp Sofoklesa – reżyseria, recytacje
- 2007: Wyzwolenie Stanisława Wyspiańskiego – Stary Aktor (reż. Maciej Prus)

### Filmografia
- 1953: Żołnierz zwycięstwa – Feliks Dzierżyński
- 1955: Błękitny krzyż – lektor
- 1956: Tajemnica dzikiego szybu – nauczyciel Sądej
- 1957: Pętla – Kuba Kowalski
- 1958: Pożegnania – Mirek
- 1959: Biały niedźwiedź – Henryk Fogiel
- 1959: Wspólny pokój – „Dziadzia”
- 1960: Kolorowe pończochy – wychowawca
- 1960: Rozstanie – mecenas Oskar Rennert
- 1961: Czas przeszły – major Kurt von Steinhagen
- 1961: Historia żółtej ciżemki – Wit Stwosz
- 1962: Gangsterzy i filantropi – „Profesor”
- 1962: Jutro premiera – Zenon Wiewiórski
- 1962: Słońce i cień – znany aktor
- 1962: Spotkanie w Bajce – doktor Paweł
- 1962: Spóźnieni przechodnie – Edward (cz. 1); w roli samego siebie (cz. 5)
- 1963: Naprawdę wczoraj – kapitan portu Stołyp
- 1964: Prawo i pięść – Andrzej Koenig
- 1964: Rękopis znaleziony w Saragossie – matematyk Don Pedro Velasquez
- 1964: „Awatar”, czyli zamiana dusz – doktor Baltazar Charbonneau
- 1965: Matura – inżynier, profesor matematyki
- 1965: Człowiek z kwiatem w ustach – rozmówca letnika
- 1965: Perły i dukaty – dyrygent Franciszek X
- 1965: Salto – gospodarz
- 1966: Klub profesora Tutki – profesor Tutka
- 1966: Marysia i Napoleon – Napoleon Bonaparte
- 1966: Odwiedziny o zmierzchu – sąsiad damy
- 1967: Fatalista – porucznik Wulicz
- 1968: Gra – mąż Małgorzaty
- 1969: Pan Wołodyjowski – ksiądz Kamiński (głos)
- 1969: Sól ziemi czarnej – lektor
- 1969: Urząd – ksiądz Miron
- 1970: Pejzaż z bohaterem – nauczyciel Rafał Wilczewski
- 1971: Goya – Miguel Bermúdez
- 1971: Jak daleko stąd, jak blisko – Maks
- 1972: Wyspy szczęśliwe – doktor
- 1973: Poprzez piąty wymiar – doktor Kopot
- 1973: Sanatorium pod Klepsydrą – doktor Gotard
- 1977: Pokój z widokiem na morze – profesor Jan Leszczyński
- 1978: Szpital Przemienienia – pisarz Zygmunt Sekułowski
- 1979: Blaszany bębenek – ksiądz
- 1980: W biały dzień – sędzia śledczy
- 1981: Cień – lekarz
- 1981: Dziecinne pytania – profesor
- 1981: Limuzyna Daimler-Benz – Maks Feliński
- 1982: Nieciekawa historia – profesor
- 1984: Pismak – sędzia śledczy
- 1984: W starym dworku, czyli niepodległość trójkątów – Dyapanazy Nibek
- 1984: Zabicie ciotki – mistyk
- 1985: Jezioro Bodeńskie – Roullot
- 1986: Weryfikacja – redaktor Gucio Nawrot
- 1986: Zygfryd – Stefan Drawicz
- 1988: Królewskie sny – Władysław II Jagiełło
- 1988: Mistrz i Małgorzata – Woland
- 1989: Lawa – Gustaw–Konrad, duch, poeta
- 1994: Oczy niebieskie – profesor
- 1995: Awantura o Basię – profesor Somer
- 1996: Awantura o Basię – profesor Somer
- 1997: Księga wielkich życzeń – Adam Ostrowski
- 1999: Ogniem i mieczem – senator Kisiel
- 1999: Operacja Samum – szef Szin Betu Szopsowitz
- 2000: Ogniem i mieczem – senator Kisiel
- 2001: Listy miłosne – ojciec Teresy

### Dubbing
- 1960: Marysia i krasnoludki – lis Sadełko
- 1970: Dzięcioł – złodziej w supersamie i na prywatce
- 2002: Tytus, Romek i A’Tomek wśród złodziei marzeń – pomnik Mikołaja Kopernika

### Książki
- Teatr jest światem (z Andrzejem Hausbrandtem), Wydawnictwo Literackie, Kraków 1986, ISBN 83-08-01204-3.
- Wspomnienia z niepamięci (ilustr. Kazimierz Wiśniak), Muza, Warszawa 1999, ISBN 83-7200-527-3.

### CD
- Dla towarzyszów drogi. Poezję Karola Wojtyły recytuje Gustaw Holoubek, BMG Poland, Warszawa 1998.

## Odznaczenia i wyróżnienia

### Ordery i odznaczenia
- Order Orła Białego (pośmiertnie, 2008)[13][14]
- Krzyż Wielki Orderu Odrodzenia Polski (2003)[18][19]
- Order Sztandaru Pracy I klasy (1977)
- Krzyż Komandorski z Gwiazdą Orderu Odrodzenia Polski (1998)[20]
- Order Sztandaru Pracy II klasy (1954)[21]
- Krzyż Kawalerski Orderu Odrodzenia Polski (1953)[22]
- Medal 30-lecia Polski Ludowej (1974)
- Medal 10-lecia Polski Ludowej (1955)[23]
- Złoty Medal „Zasłużony Kulturze Gloria Artis” (2005)[24]
- Medal Komisji Edukacji Narodowej (1973)
- Medal „Pro Memoria” (2007)
- Medal Pamiątkowy „Pro Masovia” (2007)[25]
- Odznaka 1000-lecia Państwa Polskiego (1967)
- Odznaka honorowa „Za Zasługi dla Warszawy” (1977)
- Medal 400-lecia stołeczności Warszawy (1997)

### Nagrody i wyróżnienia
- 1949: Nagroda na Festiwalu Sztuk Rosyjskich i Radzieckich
- 1952: Nagroda Państwowa III stopnia za role: Łatki w Dożywociu Aleksandra Fredry, Fullera w Trzydzieści srebrników Howarda Fasta i Generała de Marinisa we Wzgórzu 35 Jerzego Lutowskiego w Teatrze Śląskim im. Stanisława Wyspiańskiego w Katowicach[26]
- 1953: Nagroda Państwowa III stopnia za role: Króla Jana Kazimierza w Mazepie Juliusza Słowackiego i Admirała w Zagładzie eskadry Aleksandra Korniejczuka w Teatrze Śląskim w Katowicach
- 1961: Nagroda im. Tadeusza Boya-Żeleńskiego
- 1962: Złota Maska – nagroda w plebiscycie „Expressu Wieczornego” na najpopularniejszego aktora roku
- 1963: Srebrna Maska w plebiscycie na najpopularniejszego aktora roku
- 1964: Srebrna Maska w plebiscycie na najpopularniejszego aktora telewizyjnego
- 1965: Nagroda Przewodniczącego Komitetu do Spraw Radia i Telewizji za role tytułowe w Don Juan, czyli Kamienny Gość i SkąpcuMoliera, Fantazym Juliusza Słowackiego i Lorda w Portrecie Doriana Graya Oscara Wilde’a
- 1966: Srebrna Maska w plebiscycie „Expressu Wieczornego” na najpopularniejszego aktora w 1965
- 1966: Nagroda Państwowa I stopnia za wybitne osiągnięcia w teatrze, filmie i telewizji[27]
- 1967: Srebrna Maska w plebiscycie „Expressu Wieczornego” na najpopularniejszego aktora w 1966
- 1968: Nagroda Przewodniczącego Komitetu do Spraw Radia i Telewizji za kreację aktorską i reżyserię spektaklu Teatru Telewizji Mazepa Juliusza Słowackiego
- 1970: Złoty Ekran za reżyserię Mazepy Juliusza Słowackiego w Teatrze Telewizji
- 1973: Nagroda Ministra Kultury i Sztuki I stopnia w dziedzinie teatru za osiągnięcia w twórczości aktorskiej i reżyserskiej
- 1975: Nagroda I stopnia XVI Festiwalu Polskich Sztuk Współczesnych we Wrocławiu za rolę Skrzypka w Rzeźni Sławomira Mrożka w Teatrze Dramatycznym w Warszawie
- 1975: Nagroda Miasta Stołecznego Warszawy
- 1978: Nagroda województwa katowickiego w dziedzinie kultury i sztuki za 1977 za wybitne zasługi artystyczne i społeczne
- 1978: Nagroda Państwowa I stopnia za wybitne kreacje aktorskie: Skrzypka w Rzeźni Sławomira Mrożka oraz tytułową w Królu Learze Williama Szekspira w Teatrze Dramatycznym w Warszawie
- 1979: Złoty Szczupak – nagroda Festiwalu Twórczości Telewizyjnej w Olsztynie za role Chłopickiego w Warszawiance Stanisława Wyspiańskiego i Browna w Separacji Toma Stopparda
- 1979: Dyplom Ministerstwa Kultury ZSRR[28]
- 1980: Nagroda I stopnia XXI Festiwalu Polskich Sztuk Współczesnych we Wrocławiu za rolę Mistrza Fiora w Operetce Witolda Gombrowicza w Teatrze Dramatycznym w Warszawie
- 1980: Nagroda przewodniczącego Komitetu do Spraw Radia i Telewizji I stopnia za wybitnie wartościową współpracę artystyczną z Polskim Radiem i Telewizją
- 1981: I nagroda w konkursie teatrów telewizji XXI Kaliskich Spotkań Teatralnych za role Bohatera w Kartotece Tadeusza Różewicza i Stańczyka w Weselu Stanisława Wyspiańskiego
- 1982: Nagroda VIII Opolskich Konfrontacji Teatralnych za rolę Tola w Skizie Gabrieli Zapolskiej
- 1988: Złoty Ekran, nagroda czasopisma „Ekran” za rolę Władysław Jagiełły w serialu telewizyjnym Królewskie sny
- 1990: Nagroda Przewodniczącego Komitetu Kinematografii za kreację aktorską w filmie Tadeusza Konwickiego Lawa
- 1991: Wielki Splendor przyznawany przez Zespół Artystyczny Teatru Polskiego Radia
- 1993: Nagroda XVIII Opolskich Konfrontacji Teatralnych za rolę Króla Jana Kazimierza w Mazepa Juliusza Słowackiego w Teatrze Ateneum im. Stefana Jaracza w Warszawie
- 1994: Super Wiktor za całokształt twórczości
- 1994: Prix Italia dla najlepszego aktora za rolę w Księciu Homburgu Heinricha von Kleista
- 1995: Nagroda im. Aleksandra Zelwerowicza, przyznawana przez redakcję miesięcznika „Teatr” z okazji jubileuszu 50-lecia czasopisma
- 1998: Nagroda Ministra Kultury w dziedzinie teatru
- 2001: Nagroda I Krajowego Festiwalu Teatru Polskiego Radia i Telewizji „Dwa Teatry” w Sopocie za najlepszą rolę męską w spektaklu Teatru Telewizji Podróż Geralda Auberta (wspólnie z Piotrem Fronczewskim)
- 2001: Mistrz Mowy Polskiej
- 2004: I miejsce w plebiscycie publiczności na najlepsze przedstawienie XLIII Rzeszowskich Spotkań Teatralnych – Król Edyp Sofoklesa w Teatrze Ateneum w Warszawie
- 2005: Wielka Nagroda Fundacji Kultury za 2004
- 2005: Nagroda im. Cypriana Kamila Norwida w dziedzinie teatru, przyznawana przez samorząd województwa mazowieckiego
- 2005: Złoty Hipolit, nagroda Towarzystwa im. Hipolita Cegielskiego w Poznaniu, przyznawana ludziom kierującym się w życiu zasadami pracy organicznej
- 2005: Złota Żaba, nagroda specjalna XIII Festiwalu Camerimage w Łodzi za szczególne osiągnięcia w karierze aktorskiej
- 2006: Wielka Nagroda VI Krajowego Festiwalu Teatru Polskiego Radia i Telewizji „Dwa Teatry” w Sopocie za wybitne kreacje aktorskie w Polskim Radiu i Telewizji Polskiej